# Llista de les empreses de transport de contenidors més grans
La llista de les empreses de transport de contenidors més grans són les 30 principals companyies de transport de contenidors del món, ordenades segons la capacitat de la seva flota mesurada per unitats equivalents a vint peus (TEU) segons les dades de la Conferència de les Nacions Unides sobre Comerç i Desenvolupament de l'1 de juny del 2018. El nombre indicat de vaixells portacontenidors inclou tant els vaixells propietat de l'empresa com els vaixells que l'empresa lloga.
| Empresa                                                | Seu                  | Vaixells | Total TEU | Mitjana TEU | Quota de mercat | Imatge del contenidor |
| ------------------------------------------------------ | -------------------- | -------- | --------- | ----------- | --------------- | --------------------- |
| Maersk Line                                            | Denmark              | 700      | 3,879,439 | 5,542       | 15.3%           |                       |
| Mediterranean Shipping Company                         | Switzerland          | 473      | 3,118,108 | 6,592       | 12.3%           | MSC 40 foot container |
| CMA-CGM                                                | France               | 476      | 2,554,264 | 5,366       | 10.1%           |                       |
| China Ocean Shipping (Group) Company                   | China                | 330      | 1,972,491 | 5,977       | 7.8%            |                       |
| Hapag-Lloyd                                            | Germany              | 217      | 1,550,874 | 7,147       | 6.1%            |                       |
| Ocean Network Express                                  | Japan                | 228      | 1,536,312 | 6,738       | 6.1%            |                       |
| Evergreen                                              | Taiwan               | 200      | 1,110,708 | 5,554       | 4.4%            |                       |
| Orient Overseas Container Line                         | Hong Kong            | 99       | 689,986   | 6,970       | 2.7%            |                       |
| Yang Ming                                              | Taiwan               | 100      | 609,749   | 6,097       | 2.4%            |                       |
| Pacific International Lines                            | Singapore            | 132      | 413,334   | 3,131       | 1.6%            |                       |
| Zim Integrated Shipping Services                       | Israel               | 83       | 398,926   | 4,806       | 1.6%            |                       |
| Hyundai Merchant Marine                                | South Korea          | 65       | 382,144   | 5,879       | 1.5%            |                       |
| Wan Hai Lines                                          | Taiwan               | 100      | 255,082   | 2,551       | 1.0%            |                       |
| X-Press Feeders                                        | Singapore            | 89       | 126,715   | 1,424       | 0.5%            |                       |
| Republic of Korea Marine Transport Company             | South Korea          | 57       | 124,460   | 2,184       | 0.5%            |                       |
| Islamic Republic of Iran Shipping Lines                | Iran                 | 28       | 102,518   | 3,661       | 0.4%            |                       |
| zh (Shandong International Transportation Corporation) | Hong Kong            | 67       | 94,669    | 1,413       | 0.4%            |                       |
| SM Line                                                | South Korea          | 20       | 78,318    | 3,916       | 0.3%            |                       |
| Arkas Container Transport                              | Turkey               | 44       | 75,276    | 1,711       | 0.3%            |                       |
| TS Lines                                               | Hong Kong            | 33       | 73,512    | 2,228       | 0.3%            |                       |
| Transworld Group                                       | United Arab Emirates | 33       | 60,461    | 1,832       | 0.2%            |                       |
| Feedertech Shipping                                    | Singapore            | 17       | 56,462    | 3,321       | 0.2%            |                       |
| Grimaldi Group                                         | Italy                | 48       | 51,453    | 1,072       | 0.2%            |                       |
| Quanzhou Ansheng Shipping Company                      | China                | 20       | 50,820    | 2,541       | 0.2%            |                       |
| Regional Container Lines                               | Thailand             | 27       | 45,988    | 1,703       | 0.2%            |                       |
| Unifeeder                                              | Denmark              | 39       | 43,413    | 1,113       | 0.2%            |                       |
| China Navigation Company                               | Singapore            | 25       | 42,731    | 1,709       | 0.2%            |                       |
| Grieg Star                                             | Norway               | 27       | 41,846    | 1,550       | 0.2%            |                       |
| Sinotrans                                              | China                | 26       | 41,241    | 1,586       | 0.2%            |                       |
| Sinokor Merchant Marine                                | South Korea          | 30       | 40,283    | 1,343       | 0.2%            |                       |

## Empreses de lloguer de contenidors més grans
Aquestes són les 10 principals empreses de lloguer de contenidors del món classificades per ordre de la capacitat d'unitat equivalent de vint peus (TEU) de la seva flota el 31 de desembre de 2014. Les dades s'han consolidat per reflectir la posterior fusió de Triton Container i TAL Internacional el 2016 i les adquisicions de Seaco i Cronos Group del 2015 per HNA / Bohai Group.
| Empresa de lloguer                   | Capacitat | Quota de mercat | Imatge |
| ------------------------------------ | --------- | --------------- | ------ |
| Triton Container / TAL International | 4.550.000 | 25,2%           |        |
| Grup Textainer                       | 3.230.000 | 17,9%           |        |
| Grup HNA / Bohai                     | 2.177.500 | 12,1%           |        |
| Florens                              | 1.895.000 | 10,5%           |        |
| SeaCube                              | 1.237.500 | 6,9%            |        |
| CAI International                    | 1.165.000 | 6,5%            |        |
| Dong Fang International              | 755.000   | 4,2%            |        |
| Beacon Intermodal Leasing            | 660.000   | 3,7%            |        |
| Touax                                | 630.000   | 3,5%            |        |